# Johnson Controls
Ne doit pas être confondu avec Johnson & Johnson ou S. C. Johnson.
Pour les articles homonymes, voir Johnson et JCI.
Johnson Controls, Inc. (NYSE : JCI) est une société américaine multi-industrielle qui fabrique, installe et maintient diverses technologies et solutions de pointe pour le bâtiment (systèmes de sécurité, gestion de l'énergie, extinction d'incendie, réfrigération industrielle ou solutions de chauffage, ventilation et climatisation). Son siège social est situé à Milwaukee dans le Wisconsin.
En tant qu'équipementier automobile, Johnson Controls est membre de l'association européenne CLEPA.
Depuis le 1er septembre 2017, le PDG est Georges Oliver (en).

## Histoire
Johnson Controls a été créée en 1885 par Warren S. Johnson, l'inventeur du thermostat.
En 1989, Johnson Controls rachète Pan Am World Services Inc., une filiale de Pan Am, alors que le groupe aérien est en fin de vie.
Fin 1995, Johnson Controls prend le contrôle de 75 % de l'équipementier alsacien Roth Frères pour 3 milliards de francs.
En mai 1998, Johnson Controls rachète l'équipementier américain Becker Group pour $550 millions, et reprend également sa dette s'élevant à$325 millions.
En avril 2009, La direction annonce la fermeture du site de fabrication de batteries automobiles à Sarreguemines pour le 1er septembre. 
En mai 2009, la direction du site de R&D de Cergy (activité électronique automobile) annonce un plan de restructuration où 88 personnes (sur 483) sont visées. et en juin 2009, le plan de restructuration de Cergy comporte une proposition de départs volontaires accompagnés. Un arrêt de travail a lieu le 11 juin.
En décembre 2010, Johnson Controls acquiert la société Michel Thierry basée à Laroque-d'Olmes (Ariège) qui fabrique du textile pour le marché de l'automobile (le siège notamment). Michel Thierry est un des leaders européens du textile pour l'automobile.
En mai 2014, Johnson Controls cède ses activités d'intérieur à la coentreprise que le groupe a créée avec le constructeur chinois SAIC Motor.
En 2014, Visteon acquiert les activités électroniques de Johnson Controls[réf. nécessaire].
En janvier 2015, Johnson Controls et Hitachi Appliances annoncent leur décision de regrouper leurs activités mondiales de climatisation pour créer une société conjointe contrôlée à 60 % par Johnson Controls, et qui possédera les activités mondiales de climatisation de Hitachi.
En mars 2015, CBRE acquiert les activités de gestion et de service de chauffage et de climatisation de Johnson Controls pour 1,48 milliard de dollars.
En mai 2015, Yanfeng fonde une coentreprise avec Johnson Controls, qui ne reste actionnaire de celle-ci qu'à hauteur de 30 %. Cette coentreprise, ayant un chiffre d'affaires de 8 milliards de dollars, est spécialisée dans les équipements intérieurs.
En juin 2015, Johnson Controls annonce vouloir se défaire de sa division automobile, plus spécifiquement ses systèmes de sièges, pour se recentrer sur ses activités à plus forte marge de chauffage et de réfrigération. L'information fuite alors que l'usine de Laroque-d'Olmes serait mise en vente par le groupe. Le groupe annonce en septembre 2015 que son plan de restructuration implique la suppression de 3000 emplois (2,5 % de ses effectifs) afin de réaliser une économie de $250 millions.
En janvier 2016, Johnson Controls annonce l'acquisition de Tyco International pour 16,5 milliards de dollars. L'accord en plus de regrouper deux entreprises présentes dans le réseau lié au bâtiment, permet également à Johnson Controls de déplacer son siège fiscal en Irlande, siège de Tyco, par un procédé d'inversion. Ce déplacement du siège social de l'entreprise est commenté par plusieurs personnalités politiques, dans un contexte d'élection présidentielle.
En octobre 2016, la division automobile de Johnson Controls est scindé dans une nouvelle entité nommée Adient.
En mars 2017, 3M annonce acquérir pour 2 milliards d'euros Scott Safety, filiale de Johnson Controls regroupant ses activités dans les équipements de lutte contre les incendies.
En novembre 2018, Johnson Controls annonce la vente de ses activités dans les batteries, produisant près d'un tiers des batteries de voiture au monde, au fonds d'investissement Brookfield Business Partners pour 13,2 milliards de dollars.
En juillet 2024, Bosch annonce l'acquisition des activités de Johnson Controls dans le chauffage et la climatisation pour 6,7 milliards de dollars.

## Activités
À l'origine développée sur son activité dans les systèmes de climatisation (Warren Johnson est l'une des personnes considérées comme l'inventeur du thermostat en 1883), Johnson Controls est un des principaux équipementiers pour automobiles, avec des activités dans les batteries, les sièges et la sellerie, les habillages intérieurs de véhicules et l'électronique embarquée. Johnson Controls est organisée en trois business units : Automotive Experience, Building Efficiency et Power Solutions.

### Accessoires automobile
Systèmes intérieurs pour les véhicules automobiles (aussi bien voitures que camions/camionnettes) : sièges complets, composants de sièges (armatures, mécanismes, mousses, coiffes de sièges, textiles et cuirs, panneaux de porte, planches de bord, pavillons et systèmes pavillonnaires, consoles centrales, et fabrication de textile pour les intérieurs de véhicules), électronique embarquée (calculateurs d'habitacle, tableaux de bord, afficheurs, afficheurs tête-haute, connectique habitacle, détection sous-gonflage, clés et systèmes mains libres, HomeLink).

### Équipements des bâtiments
Fournisseur de service et de systèmes pour la gestion de la chaleur, de la ventilation, de l'air conditionné, l'organisation des immeubles (building management), l'éclairage, la sécurité et la lutte contre l'incendie dans les immeubles non-résidentiels. Les services comprennent la maintenance (mécanique et électrique), mais aussi la gestion intégrée complète de l'immeuble ou d'un ensemble d'immeubles.

### Batteries automobiles
Fabricant de batteries automobiles standard au plomb et développeur de batteries nouvelles pour le secteur automobile (marques Optima, Varta, Bosch…). Cette activité a été transférée à Clarios en 2019, elle-même acquise par Brookfield Business Partners en 2018.